# Fore!
Fore! es el cuarto álbum de estudio de la banda de rock estadounidense Huey Lewis and the News, lanzado el 20 de agosto de 1986.
El álbum fue un éxito comercial, alcanzando el número uno en el Billboard 200 y llegó a colocar cinco sencillos entre los diez primeros en el Billboard Hot 100, incluidos los éxitos número uno "Stuck with You" y "Jacob's Ladder". También fue número uno en la lista RPM Top Albums de Canadá  y llegó a las listas de los 10 más exitosos en varios países como Alemania, Australia, Finlandia, Islandia, Noruega, Reino Unido y Suecia. 

## Listado de canciones
1. "Jacob's Ladder" (Bruce Hornsby, John Hornsby) – 3:33
2. "Stuck with You" (Hayes, Lewis) – 4:29
3. "Whole Lotta Lovin'" (Colla, Lewis) – 3:30
4. "Doing It All for My Baby" (Cody, Duke) – 3:39
5. "Hip to Be Square" (Gibson, Hopper, Lewis) – 4:05
6. "I Know What I Like" (Hayes, Lewis) – 3:59
7. "I Never Walk Alone" (Nielsen) – 3:44
8. "Forest for the Trees" (Fletcher, Gibson, Lewis, Loggins) – 3:28
9. "Naturally" (Colla, Lewis) – 2:52
10. "Simple as That" (Biner, Castillo, Kupka) – 4:27

Las versiones europea y japonesa contienen la canción "The Power of Love" (de la película Volver al futuro).

## Posicionamientos en listas
| Lista (1986)                        | Máxima posición |
| ----------------------------------- | --------------- |
| Alemania (Offizielle Top 100)       | 5               |
| Australia (Kent Music Report)       | 3               |
| Austria (Ö3 Austria)                | 22              |
| Bélgica BEA)                        | 16              |
| Canadá (RPM)                        | 1               |
| Estados Unidos (Billboard 200)      | 1               |
| Europa (Top 100 Albums)             | 11              |
| Finlandia (Suomen virallinen lista) | 7               |
| Islandia (Tónlist)                  | 7               |
| Nueva Zelanda (Recorded Music NZ)   | 1               |
| Noruega (VG-lista)                  | 6               |
| Países Bajos (Album Top 100)        | 33              |
| Portugal (Musica & Som)             | 12              |
| Reino Unido (OCC)                   | 8               |
| Suecia (Sverigetopplistan)          | 7               |
| Suiza (Schweizer Hitparade)         | 4               |
| Zimbabue (ZIMA)                     | 6               |

## Certificaciones
| Región                                                          | Certificación | Unidades certificadas/ventas |
| --------------------------------------------------------------- | ------------- | ---------------------------- |
| Alemania (BVMI)                                                 | Oro           | 250,000^                     |
| Canadá (Music Canada)                                           | 5× Platino    | 500,000^                     |
| Estados Unidos (RIAA)                                           | 3× Platino    | 3,000,000^                   |
| Reino Unido (BPI)                                               | 2× Platino    | 600,000^                     |
| ^ Las cifras de envíos se basan únicamente en la certificación. |               |                              |

## Personal
| - Huey Lewis - voz y armónica - Mario Cipollina - bajo - Johnny Colla - guitarra y saxofón - Bill Gibson - batería - Chris Hayes - guitarra - Sean Hopper - teclados - Productor: Huey Lewis and the News. - Ingenieros: Michael Christopher, Jim Gaines, Phil Kaffel, Bob Missbach, Malcolm Pollack. - Ingenieros Asistentes: Rob Beaton, Alex Haas, Tom Size, Jim Verecke. - Mezcla: Bob Clearmountain, Bob Missbach, Jim Moran, Malcolm Pollack. - Masterización: Bob Ludwig - Técnico de guitarra: Ralph Arista - Técnico: Jerry Daniels - Arreglos: Greg Adams - Diseño de producción: Anita Wong | - Greg Adams - trompeta - Ralph Arista - coros - Emilio Castillo - saxofón tenor - Dwight Clark - coros - Mike Duke - coros - Richard Elliot - saxofón tenor - Riki Ellison - coros - Jerome Fletcher - coros - David Jenkins - coros - Stephen Kupka - saxofón barítono - Ronnie Lott - coros - Joe Montana - coros - Jim Moran - coros - Lee Thornburg - trompeta |